# Oku Yasukata

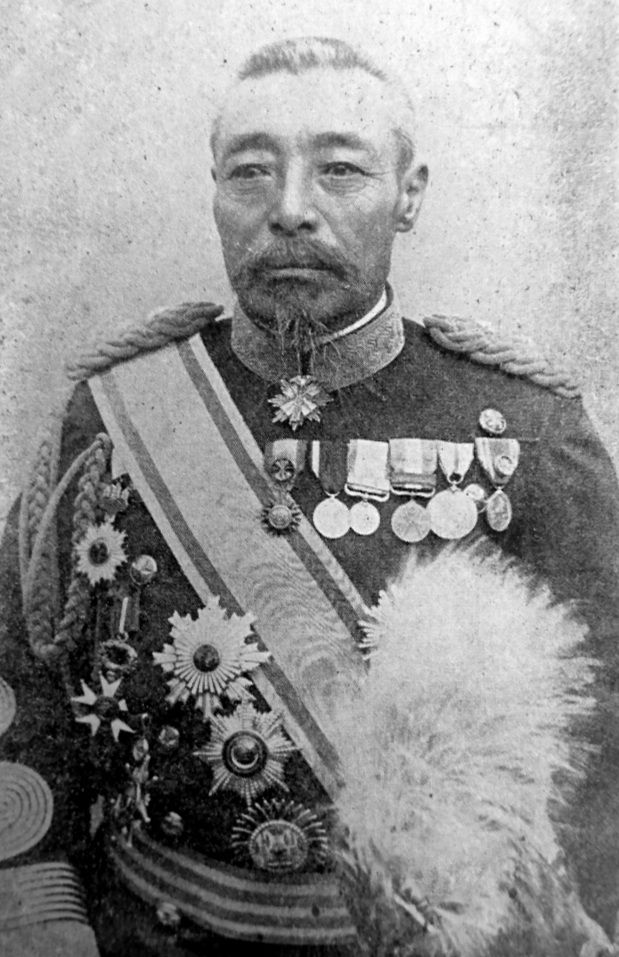
Oku Yasukata im Jahr 1909

Hakushaku Oku Yasukata (jap. 奥 保鞏; * 5. Januar 1847 im Kokura-han, Provinz Buzen, Japan; † 19. Juli 1930 in Tokio, Japanisches Kaiserreich) war ein Gensui und eine wichtige Person in der frühen Geschichte des Kaiserlich Japanischen Heeres.

## Leben
Oku Yasukata wurde am 5. Januar 1847 in eine Samuraifamilie des Kokura-han in der Provinz Buzen geboren. Im Boshin-Krieg von 1868 schloss er sich den Truppen des Chōshū-han in ihrem Kampf gegen das Tokugawa-Shogunat an. Der Krieg führte zur so genannten Meiji-Restauration, der Machtübernahme durch den Tennō. 1871 trat er als Hauptmann in das neue kaiserliche Heer ein und nahm an der Niederschlagung der Saga-Rebellion und der Strafexpedition nach Taiwan 1874 teil. Während der Satsuma-Rebellion befehligte er als Major das 13. Regiments in der eingeschlossenen Burg Kumamoto. Er konnte, großteils unerwartet, zwei Mal den Belagerungsring mit seinen Einheiten durchbrechen. Beim ersten Mal konnte so Nachschub in die Burg geschafft werden, beim zweiten Mal konnte er sich mit seinen Truppen zu den kaisertreuen Truppen bei Kawashiri durchschlagen.
Während des Ersten Japanisch-Chinesischen Krieges übernahm er von General Nozu Michitsura das Kommando über die 5. Division der 1. Armee. Später hielt er prestigeträchtige Kommandos wie jenes über die 1. Division, der Kaiserlichen Garde und als Generalgouverneur der Verteidigung von Tokio. Nach dem Adelssystem des kazoku war er 1895 in den Rang eines danshaku (Baron) erhoben worden. Im Jahr 1903 wurde er zum vollwertigen General befördert.
Um die Jahreswende von 1902 auf 1903 nahm Oku als Leiter der Delegation an einer Versammlung zu Ehren des neuen britischen Monarchen Eduard VII. sowie Manövern der British Indian Army in Britisch-Indien teil. Die Einladung war vom britischen Vizekönig von Indien, George Curzon im Rahmen der neu abgeschlossenen Anglo-Japanischen Allianz ausgesprochen worden.
Während des Russisch-Japanischen Krieges erhielt er das Frontkommando über die 2. Armee, wo er für seine Befehlsleistungen während der Schlachten von Nanshan, Sha-ho und Mukden lobend erwähnt wurde. Nach dem Krieg erhielt er 1906 den Orden vom Goldenen Weih und wurde im Folgejahr in den Rang eines hakushaku (Graf) erhoben. 1911 erhielt er den hauptsächlich ehrenhalber verliehenen Rang eines Gensui des Heeres, der in etwa dem eines Marschalls entsprach.
Von Juli 1906 bis zum Januar 1912 war er Chef des Heeresgeneralstabs, bevor er von dem Posten zurücktrat und von dem politisch aktiveren Hasegawa Yoshimichi ersetzt wurde. Er trat anschließend in den Ruhestand ein.
Die Abneigung Okus, an Stabsbesprechungen teilzunehmen, brachte ihm den Ruf eines einsamen Wolfes ein, der großes Talent in der Durchführung eigenständiger Operationen besaß. Er interessierte sich nicht für Politik und zog sich nach seiner Versetzung in den Ruhestand vollkommen zurück. Sein Tod im Jahre 1930 kam für viele Leute überraschend, die davon ausgegangen waren, dass er bereits vor Jahren gestorben sei, da er nicht mehr öffentlich in Erscheinung getreten war.